# Somloire
Somloire est une commune française située dans le département de Maine-et-Loire, en région Pays de la Loire.

## Géographie

### Localisation
Commune angevine des Mauges, Somloire se situe au sud de La Plaine, en limite du département des Deux-Sèvres, sur les routes D 297, Yzernay, D 171, La Plaine, et D 167, Saint-Paul-du-Bois / Les Cerqueux.

### Climat
Pour des articles plus généraux, voir Climat des Pays de la Loire et Climat de Maine-et-Loire.
En 2010, le climat de la commune est de type climat océanique altéré, selon une étude du CNRS s'appuyant sur une série de données couvrant la période 1971-2000. En 2020, Météo-France publie une typologie des climats de la France métropolitaine dans laquelle la commune est exposée à un climat océanique et est dans la région climatique Moyenne vallée de la Loire, caractérisée par une bonne insolation (1 850 h/an) et un été peu pluvieux.
Pour la période 1971-2000, la température annuelle moyenne est de 11,7 °C, avec une amplitude thermique annuelle de 14,3 °C. Le cumul annuel moyen de précipitations est de 747 mm, avec 12,1 jours de précipitations en janvier et 6,3 jours en juillet. Pour la période 1991-2020, la température moyenne annuelle observée sur la station météorologique de Météo-France la plus proche, sur la commune de Nueil-les-Aubiers à 11 km à vol d'oiseau, est de 12,0 °C et le cumul annuel moyen de précipitations est de 812,2 mm,. Pour l'avenir, les paramètres climatiques de la commune estimés pour 2050 selon différents scénarios d'émission de gaz à effet de serre sont consultables sur un site dédié publié par Météo-France en novembre 2022.

## Urbanisme

### Typologie
Au 1er janvier 2024, Somloire est catégorisée commune rurale à habitat dispersé, selon la nouvelle grille communale de densité à sept niveaux définie par l'Insee en 2022.
Elle est située hors unité urbaine et hors attraction des villes,.

### Occupation des sols
L'occupation des sols de la commune, telle qu'elle ressort de la base de données européenne d’occupation biophysique des sols Corine Land Cover (CLC), est marquée par l'importance des territoires agricoles (86,2 % en 2018), une proportion sensiblement équivalente à celle de 1990 (86,7 %). La répartition détaillée en 2018 est la suivante :
terres arables (42,1 %), zones agricoles hétérogènes (28,7 %), prairies (15,4 %), forêts (11,6 %), zones urbanisées (2,2 %). L'évolution de l’occupation des sols de la commune et de ses infrastructures peut être observée sur les différentes représentations cartographiques du territoire : la carte de Cassini (XVIIIe siècle), la carte d'état-major (1820-1866) et les cartes ou photos aériennes de l'IGN pour la période actuelle (1950 à aujourd'hui).

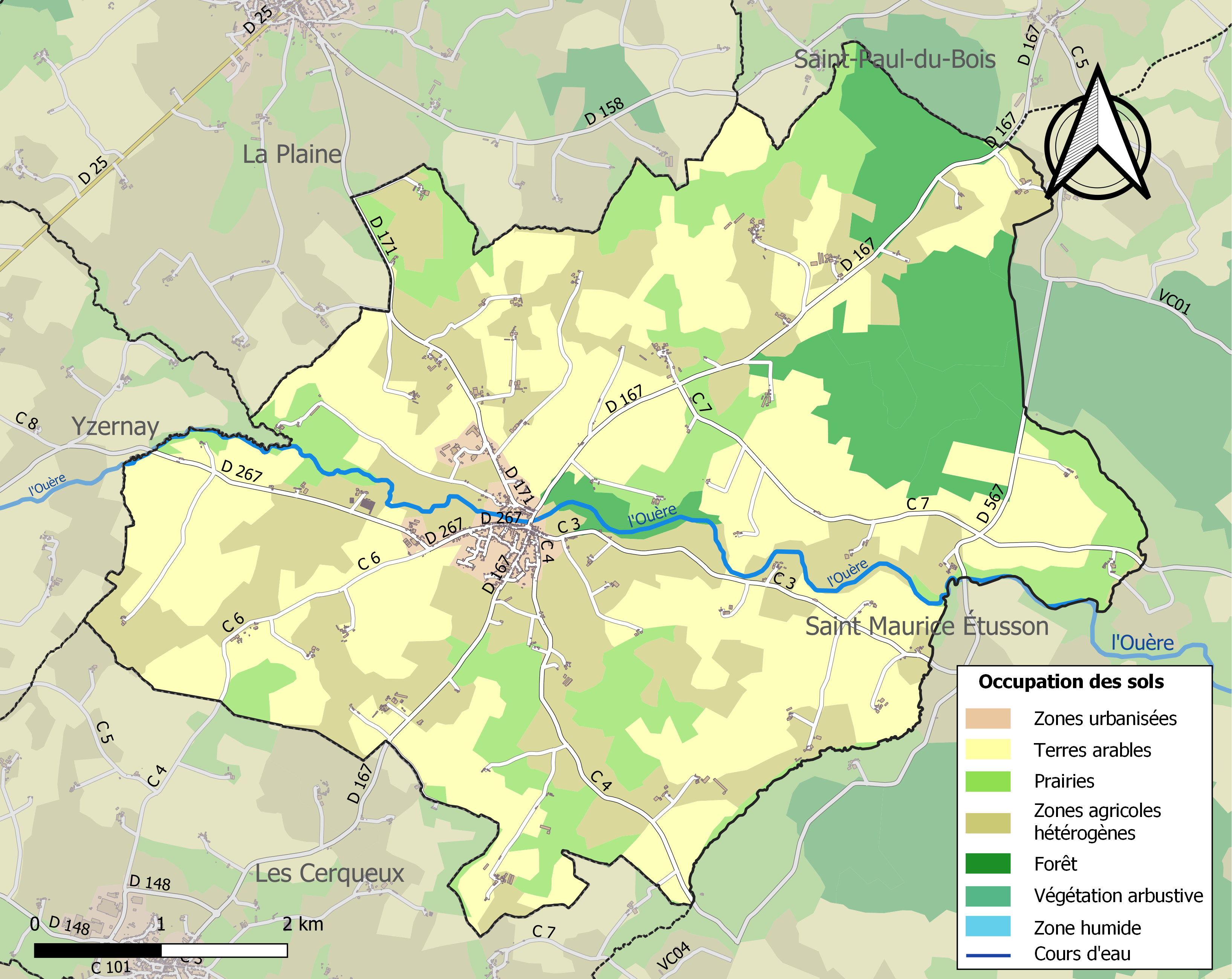
Carte des infrastructures et de l'occupation des sols de la commune en 2018 (CLC).

## Toponymie
Somloire en 1069, 1472.

## Histoire
À la fin de l'Ancien Régime, Somloire dépend du diocèse de La Rochelle, de l'élection et des aides de Montreuil-Bellay, du grenier à sel de Cholet, du district en 1788 de Cholet, en 1790 de Vihiers.

## Politique et administration

### Administration municipale
| Période                                  | Période                     | Identité               | Étiquette | Qualité             |
| ---------------------------------------- | --------------------------- | ---------------------- | --------- | ------------------- |
| 1790                                     |                             | Denis-François Poupard |           | Curé de la paroisse |
| 1791                                     |                             | Joseph Papin           |           |                     |
| 1er nivôse an IX (22 décembre 1800)      |                             | Amant-Aimé Debillot    |           |                     |
| 18 novembre 1830                         |                             | Célestin Rabet         |           |                     |
| 1843                                     | 1846 (démission)            | Armand Debillot fils   |           |                     |
| 1846                                     |                             | Armand de Pontgibaud   |           |                     |
| 3 septembre 1848                         |                             | Louis Logeais          |           |                     |
| 1849                                     |                             | Pierre Devaud          |           |                     |
| 20 février 1853                          | 1873 (décès)                | Armand de Pontgibaud   |           |                     |
| 1873                                     | 1879                        | François Gourichon     |           |                     |
| 1879                                     | 1901                        | Arthur des Nouhes      |           |                     |
| 1er décembre 1901                        | 1907                        | Louis Gourichon        |           |                     |
| 1907                                     | 1920 (décès)                | Aymar des Nouhes       |           |                     |
| 1920                                     | 12 janvier 1934 (démission) | Henry de Champagny     |           |                     |
| 1934                                     |                             | Dominique Gautier      |           |                     |
| 1935                                     | (mort en déportation)       | Henry de Champagny     |           |                     |
| mai 1945                                 |                             | Joseph Bureau          |           |                     |
| mars 1965                                |                             | Louis Frouin           |           |                     |
| mars 1983                                |                             | Charles Gourdon        |           |                     |
| mars 1989                                | mars 2008                   | Albert Brégeon         |           |                     |
| mars 2008                                | mai 2020                    | Éric Poudray           |           |                     |
| mai 2020                                 | En cours (au 28 mai 2020)   | Sébastien Crétin       |           |                     |
| Les données manquantes sont à compléter. |                             |                        |           |                     |

### Intercommunalité
Depuis le 1er janvier 2017, la commune est membre de l'agglomération du Choletais après la fusion avec la communauté de communes du Bocage. La communauté de communes du Bocage était elle-même membre du syndicat mixte Pays des Mauges.

### Autres circonscriptions
Jusqu'en 2014, la commune fait partie du canton de Vihiers et de l'arrondissement d'Angers. Le canton de Vihiers compte alors dix-sept communes. C'est l'un des quarante et un cantons que compte le département ; circonscriptions électorales servant à l'élection des conseillers généraux, membres du conseil général du département. Dans le cadre de la réforme territoriale, un nouveau découpage territorial pour le département de Maine-et-Loire est défini par le décret du 26 février 2014. Le canton de Vihiers disparait et la commune est rattachée au canton de Cholet-2, avec une entrée en vigueur au renouvellement des assemblées départementales de 2015.

## Population et société

### Démographie
Les habitants (gentilé) se nomment Somloirais, Somloiraises.

#### Évolution démographique
L'évolution du nombre d'habitants est connue à travers les recensements de la population effectués dans la commune depuis 1793. Pour les communes de moins de 10 000 habitants, une enquête de recensement portant sur toute la population est réalisée tous les cinq ans, les populations de référence des années intermédiaires étant quant à elles estimées par interpolation ou extrapolation. Pour la commune, le premier recensement exhaustif entrant dans le cadre du nouveau dispositif a été réalisé en 2008.

En 2022, la commune comptait 875 habitants, en évolution de −2,45 % par rapport à 2016 (Maine-et-Loire : +2,12 %, France hors Mayotte : +2,11 %).
| 1793 | 1800 | 1806 | 1821 | 1831 | 1836 | 1841 | 1846 | 1851  |
| ---- | ---- | ---- | ---- | ---- | ---- | ---- | ---- | ----- |
| 910  | 316  | 707  | 818  | 906  | 804  | 966  | 985  | 1 032 |

| 1856  | 1861  | 1866  | 1872  | 1876  | 1881  | 1886  | 1891  | 1896  |
| ----- | ----- | ----- | ----- | ----- | ----- | ----- | ----- | ----- |
| 1 079 | 1 152 | 1 138 | 1 091 | 1 122 | 1 157 | 1 170 | 1 179 | 1 044 |

| 1901  | 1906  | 1911 | 1921 | 1926 | 1931 | 1936 | 1946 | 1954 |
| ----- | ----- | ---- | ---- | ---- | ---- | ---- | ---- | ---- |
| 1 030 | 1 014 | 982  | 929  | 918  | 915  | 943  | 994  | 958  |

| 1962 | 1968 | 1975 | 1982 | 1990 | 1999 | 2006 | 2008 | 2013 |
| ---- | ---- | ---- | ---- | ---- | ---- | ---- | ---- | ---- |
| 962  | 955  | 922  | 865  | 825  | 790  | 880  | 905  | 914  |

| 2018 | 2022 | - | - | - | - | - | - | - |
| ---- | ---- | - | - | - | - | - | - | - |
| 881  | 875  | - | - | - | - | - | - | - |

#### Pyramide des âges
La population de la commune est relativement jeune.
En 2018, le taux de personnes d'un âge inférieur à 30 ans s'élève à 32,9 %, soit en dessous de la moyenne départementale (37,2 %). À l'inverse, le taux de personnes d'âge supérieur à 60 ans est de 29,9 % la même année, alors qu'il est de 25,6 % au niveau départemental.
En 2018, la commune compte 455 hommes pour 426 femmes, soit un taux de 51,65 % d'hommes, largement supérieur au taux départemental (48,63 %).
Les pyramides des âges de la commune et du département s'établissent comme suit.
| Hommes | Classe d’âge | Femmes |
| ------ | ------------ | ------ |
| 1,3    | 90 ou +      | 4,9    |
| 8,8    | 75-89 ans    | 13,8   |
| 16,3   | 60-74 ans    | 14,8   |
| 20,0   | 45-59 ans    | 15,5   |
| 19,6   | 30-44 ans    | 19,2   |
| 13,2   | 15-29 ans    | 11,5   |
| 20,9   | 0-14 ans     | 20,2   |

| Hommes | Classe d’âge | Femmes |
| ------ | ------------ | ------ |
| 0,9    | 90 ou +      | 2,1    |
| 7      | 75-89 ans    | 9,5    |
| 16,2   | 60-74 ans    | 16,9   |
| 19,4   | 45-59 ans    | 18,7   |
| 18,2   | 30-44 ans    | 17,5   |
| 18,8   | 15-29 ans    | 17,6   |
| 19,5   | 0-14 ans     | 17,6   |

## Économie
Sur 96 établissements présents sur la commune à fin 2010, 48 % relèvent du secteur de l'agriculture (pour une moyenne de 17 % sur le département), 14 % du secteur de l'industrie, 4 % du secteur de la construction, 28 % de celui du commerce et des services et 6 % du secteur de l'administration et de la santé. Cinq ans plus tard, fin 2015, sur les 91 établissements actifs, 35 % relèvent du secteur de l'agriculture (pour 11 % sur le département), 13 % du secteur de l'industrie, 4 % du secteur de la construction, 40 % de celui du commerce et des services et 8 % du secteur de l'administration et de la santé.

## Culture locale et patrimoine

### Lieux et monuments
- Château de Somloire.

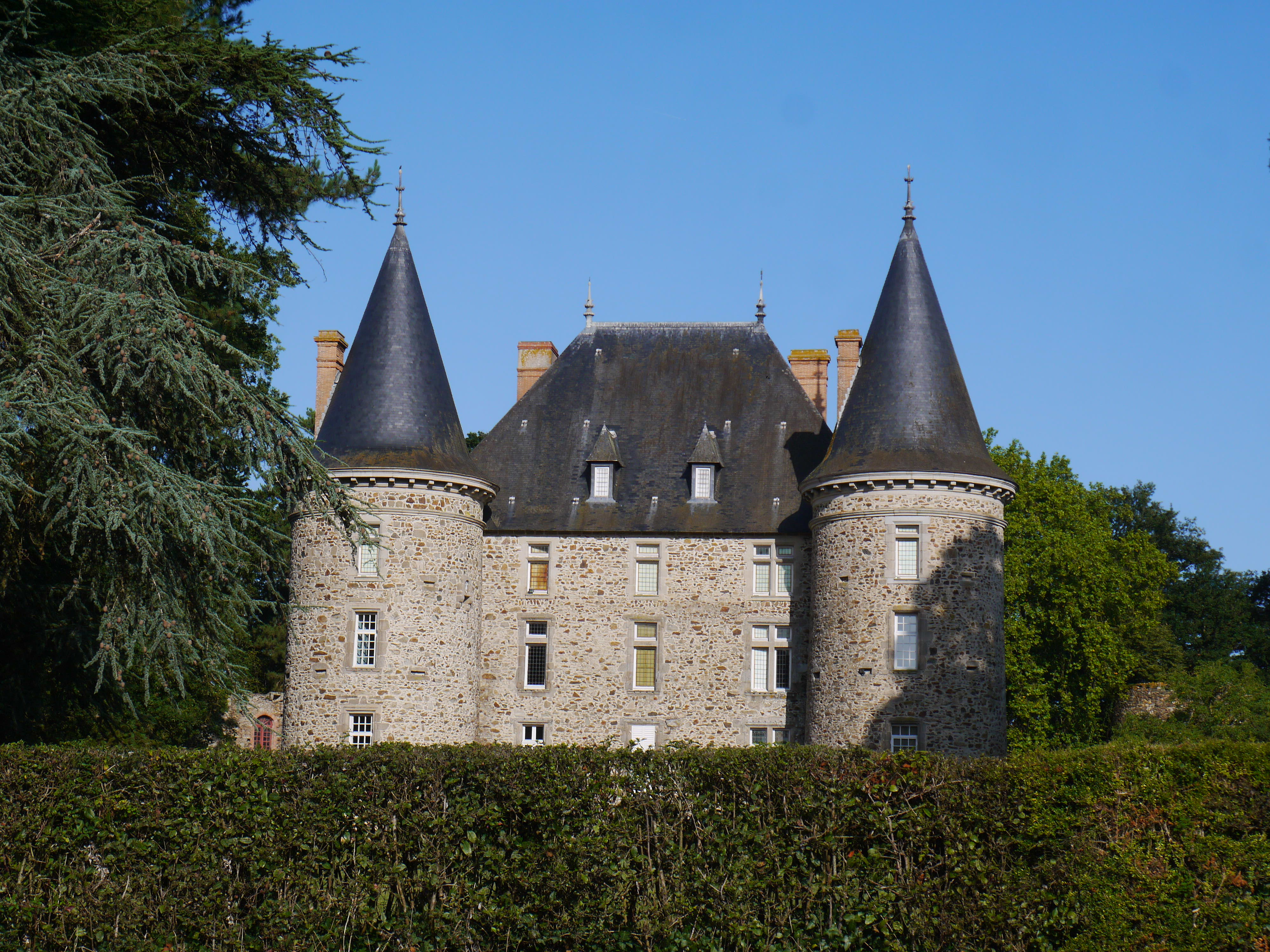
Le château vu de la route.

- Église Saint-Cyr et Sainte-Judith.

### Personnalités liées à la commune
- Henry de Nompère de Champagny (1890-1944), maire de Somloire de 1920 à 1944, et conseiller général du canton de Vihiers de 1928 à 1938.
- Dominique de Calan (1947-), homme d'affaires né dans la commune.